# St. Lucia (Grünwettersbach)

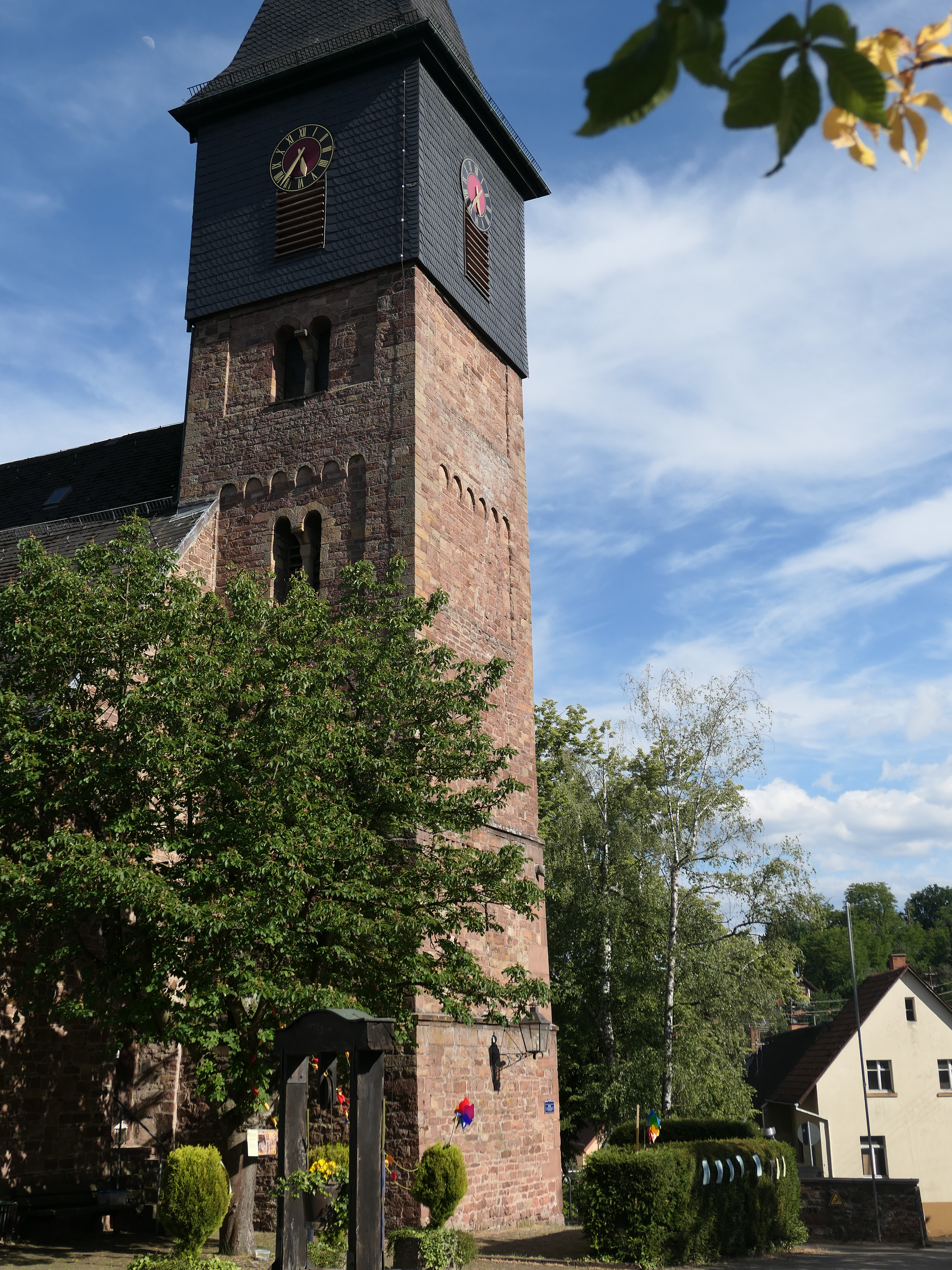
Evangelische Pfarrkirche St. Lucia Grünwettersbach. Ansicht NW

Die Saalkirche St. Lucia mit Westturm ist die evangelische Pfarrkirche von Grünwettersbach, einem Stadtteil im Südosten von Karlsruhe (Baden). 
Die Kirche wurde 1278 erstmals urkundlich erwähnt. Vermutlich ist sie wie das Dorf Grünwettersbach eine Gründung von Zisterziensermönchen. Der romanische Baustil des Turmes und die Anklänge an die um 1071 erbaute Aureliuskirche in Hirsau lassen auf eine Entstehungszeit im 11. bis 12. Jahrhundert schließen.

## Geschichte
Von der ersten Kirche ist nur noch der Kirchturm erhalten. Untersuchungen ergaben, dass der Turm ursprünglich frei stand und erst später das dreischiffige Langhaus angebaut wurde. Der Rundbogenfries unterhalb des Turmgesimses vom zweiten zum dritten Geschoss weist Maskenköpfe auf. Im vierten und fünften Geschoss finden sich Schallarkaden, Biforien und Rundbogenfriese unter den Gesimsen. Die Kirche war eine Gründung des Zisterzienserklosters Bad Herrenalb. 1278 ist der älteste Nachweis für einen Pfarrer in Grünwettersbach. Ein bis heute erhaltenes Taufbecken trägt die Jahreszahl 1491. Seit 1534 ist die Kirche evangelisch. Die Kirche verfiel zusehends, bis 1776 der Kirchturm akut einsturzgefährdet war. 1777 erfolgte die Sanierung des Kirchturms. Der Abriss des baufälligen Langhauses erfolgte 1781. Der Grundstein für das neue Langhaus wurde 1782 gelegt. Kirchenrats-Baumeister Goez erbaute das neue Langhaus 1783.

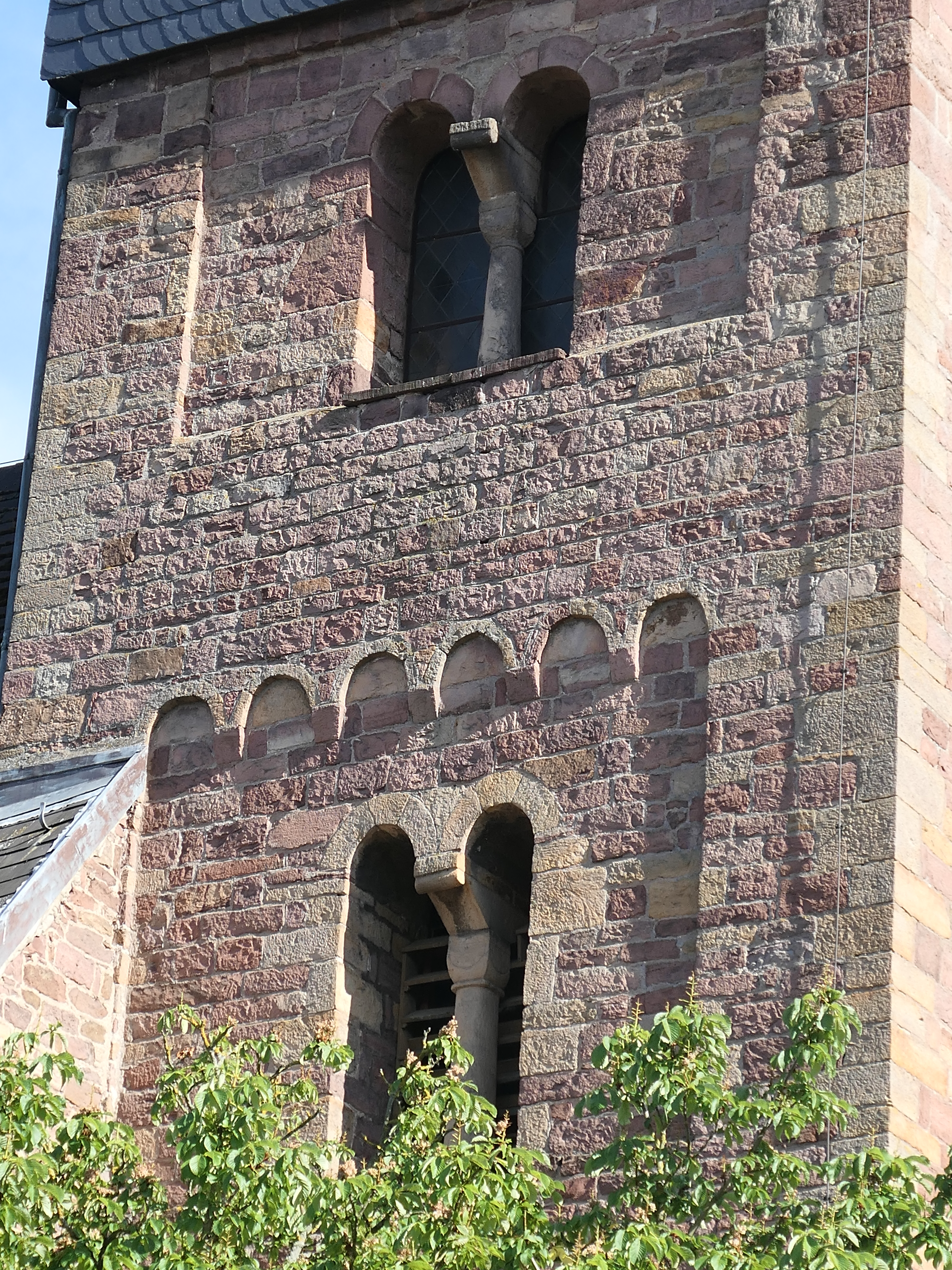
Biforien Nord
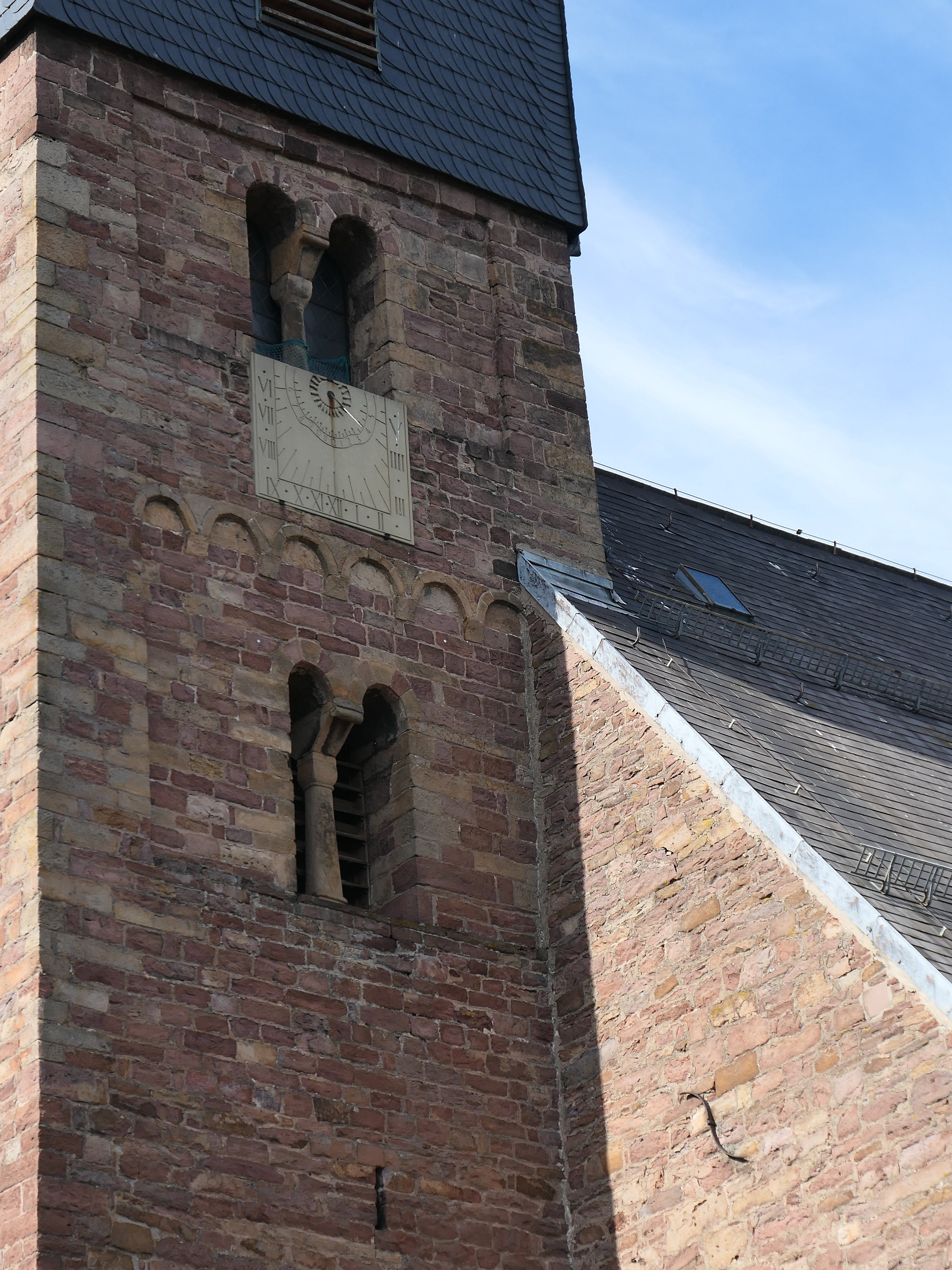
Biforien Süd
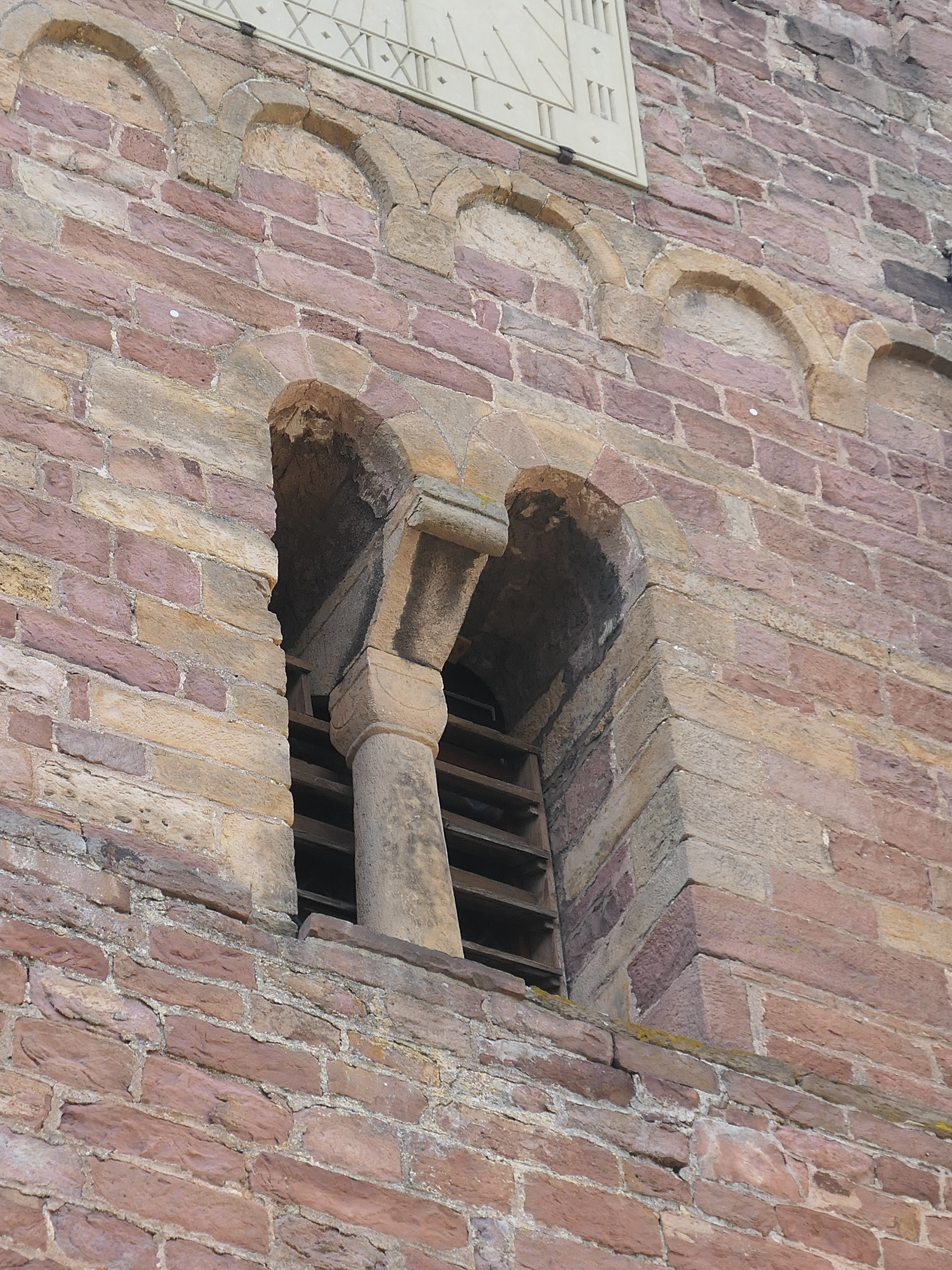
Hirsauer Nase
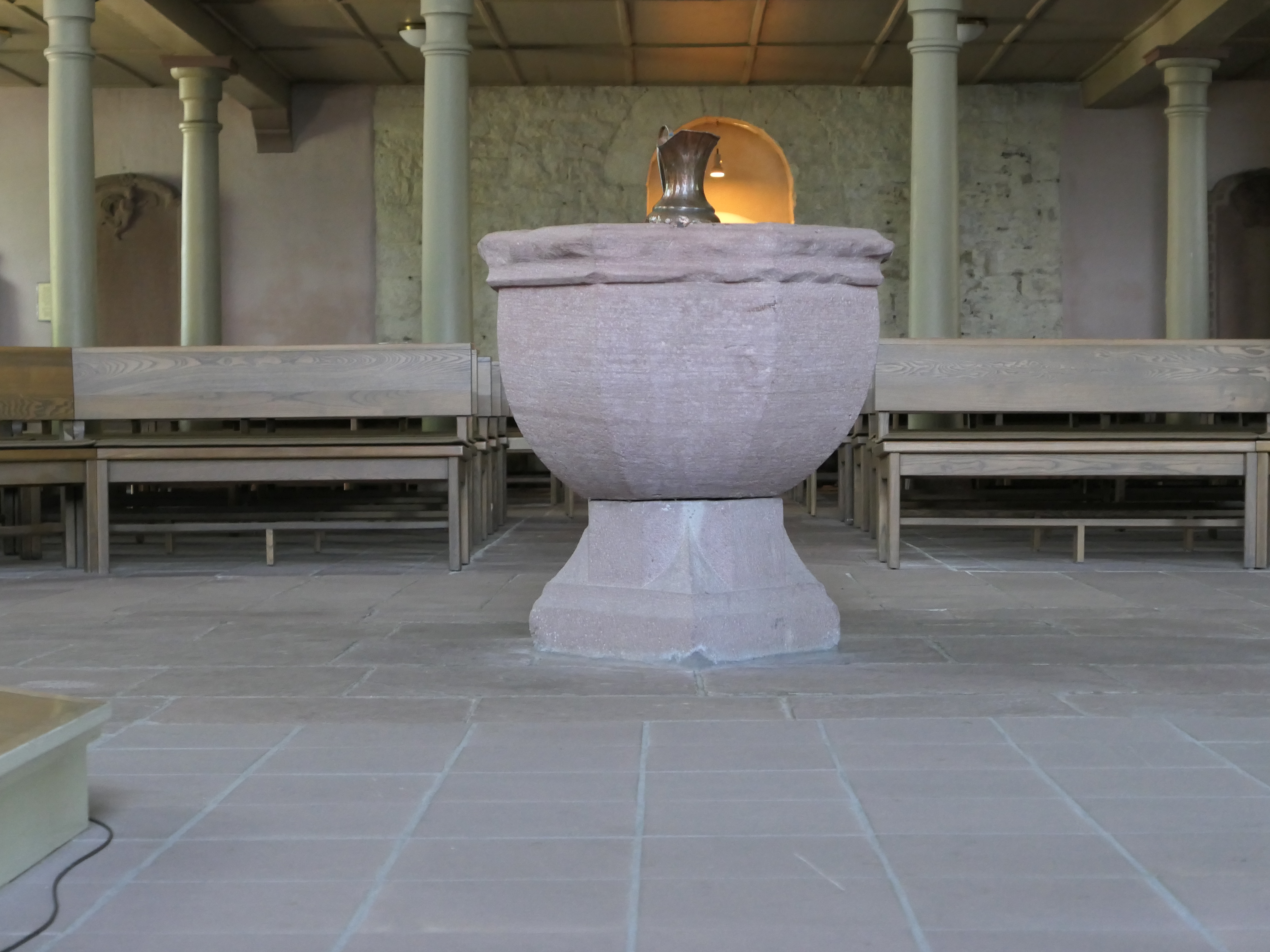
Taufbecken
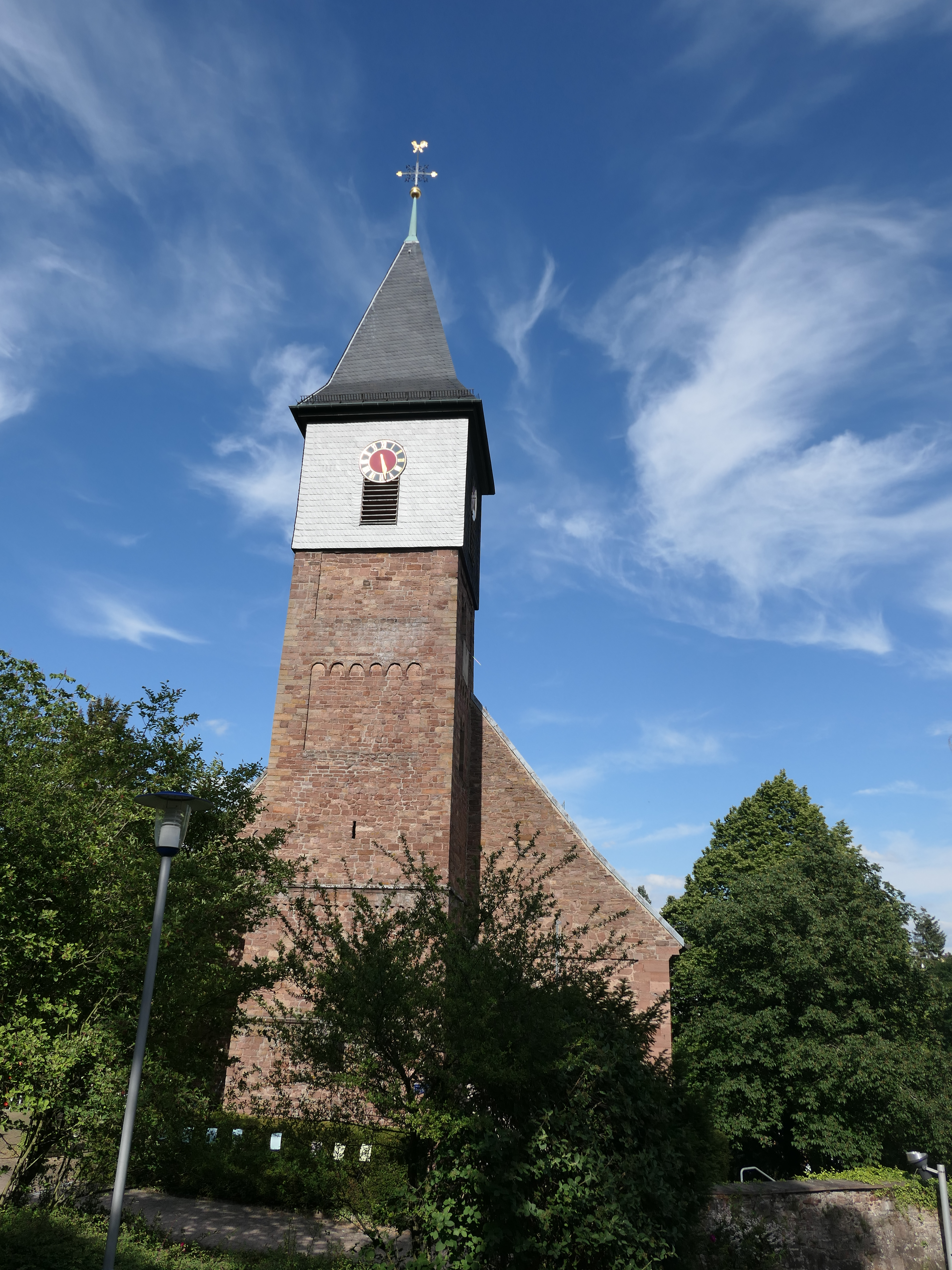
Ansicht West
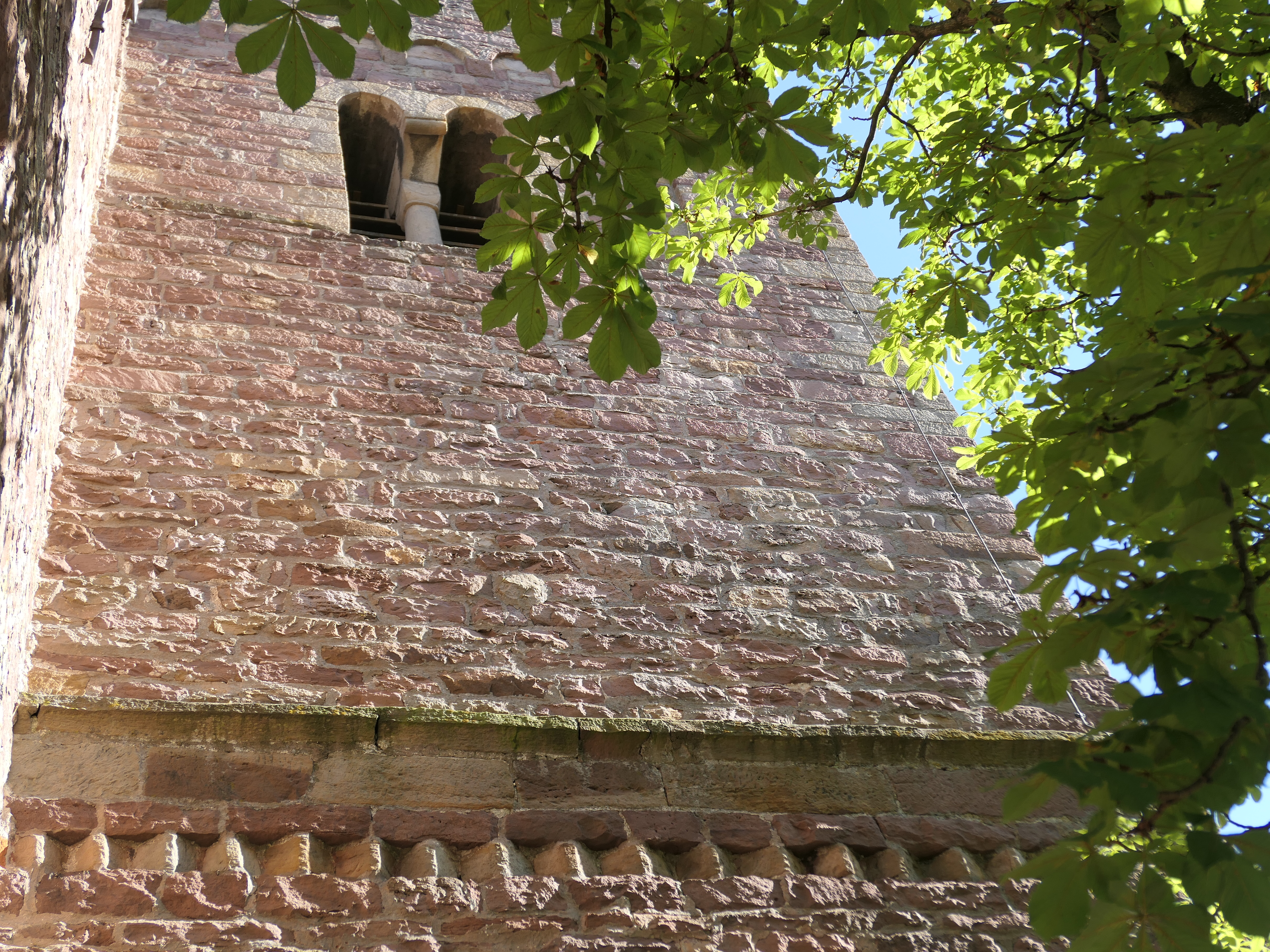
Zahnfries (Deutsches Band)
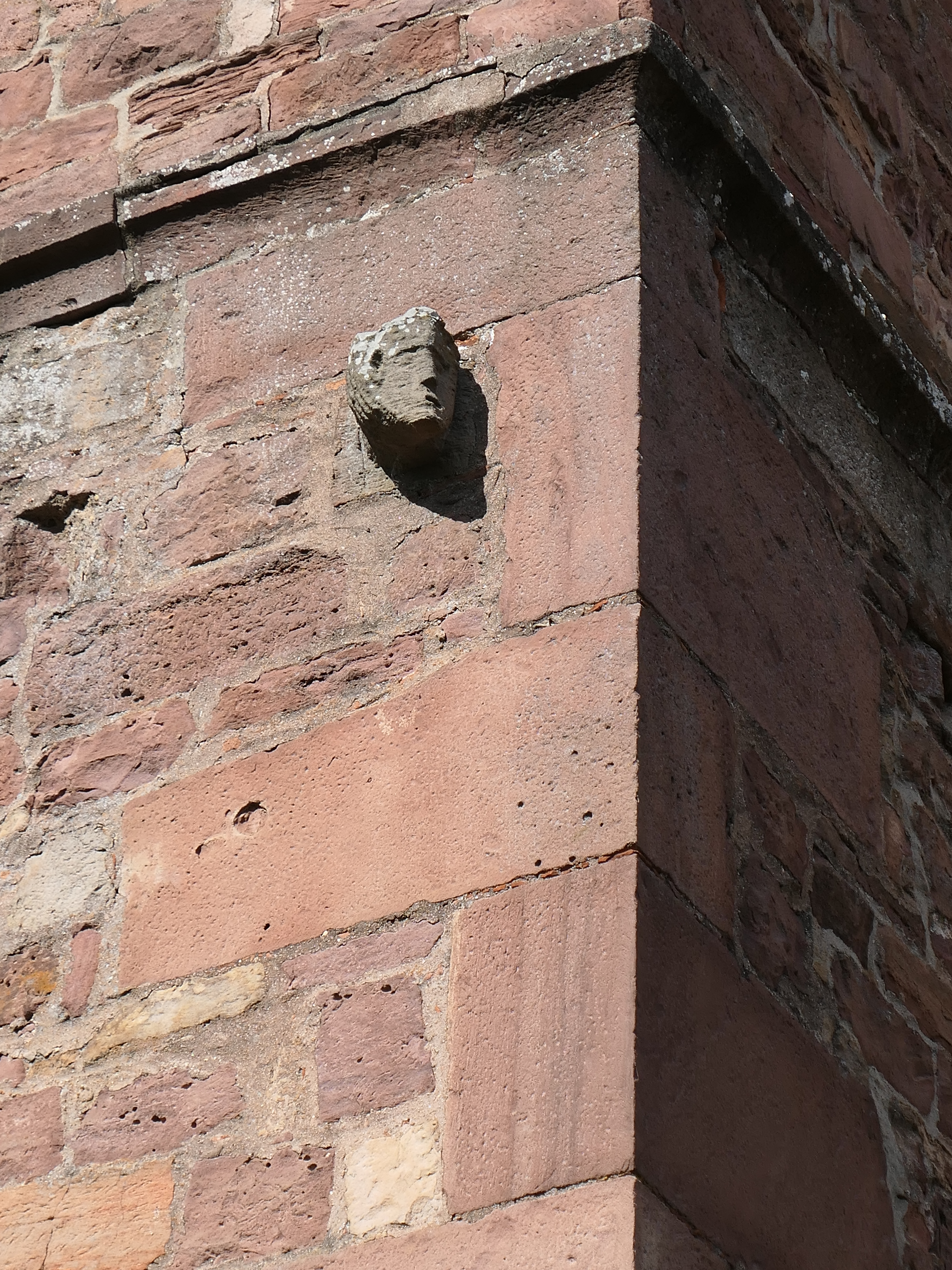
Maske West (sogenannter Kapuzinerkopf)
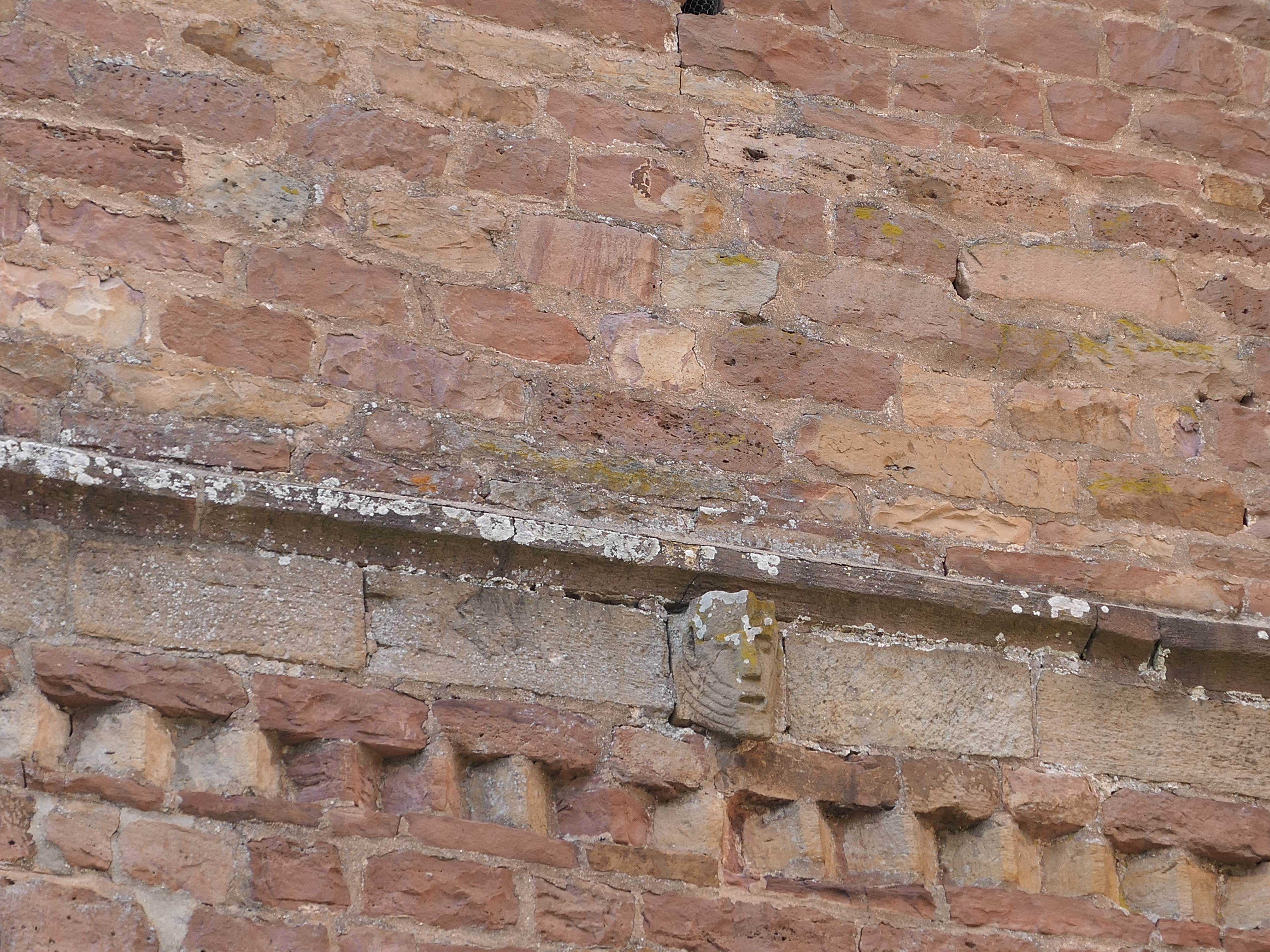
Maske Süd

## Trivia
In der Sage Der zauberkundige Pfarrer aus Grünwettersbach wird von einem Pfarrer namens Johann Ulrich Maier berichtet, der in Maulbronn auf der Klosterschule war und den von Doktor Faust hinterlassenen Abdruck, wie man Menschen und Tiere bannen, sie krank oder gesund machen, Wetter bereiten, wahrsagen und Geister berufen kann, vollständig abgeschrieben hatte. Der Geist eines Kapuziners, der in und bei der Kirche sowie im Pfarrhaus umging störte die Einwohner und der Pfarrer vertrieb ihn. Die Sage berichtet weiter, dass der Gottesdienst zu Grünwettersbach früher, als es noch katholisch war, häufig von Kapuzinern versehen wurde. Zwei von ihnen sind im Kirchturm eingemauert und dienten vermutlich zur Geisterbannung.